# 中華民國駐阿拉伯聯合大公國代表列表
本列表為中華民國駐阿拉伯联合酋长国（阿聯）歷任代表名錄。兩國無邦交。中華民國於阿聯第1大城杜拜（非首都阿布扎比）設立代表機構，處長為目前事實上的駐阿聯代表。

## 代表機構
1979年5月1日，中華民國於阿拉伯聯合大公國第1大城設立駐杜拜名譽领事馆。
1980年7月11日，升格為駐杜拜名譽總領事館。
1984年11月1日，阿聯與中华人民共和国建交。1988年5月，阿聯同意將名譽總領事館改制為中華民國駐阿拉伯聯合大公國杜拜商務辦事處（Commercial Office of the Republic of China to Dubai, United Arab Emirates），是少數在非邦交國使用中華民國國號的駐外機構。
2017年6月14日，中華民國外交部表示，因受到中國大陸施壓，改名為駐杜拜臺北商務辦事處（The Commercial Office of Taipei, Dubai, U.A.E.）。

## 歷任代表（1981年至今）
| 姓名   | 任命          | 到任           | 免職          | 離任           | 外交銜級 對外名義 | 外交職務 本職職務 | 備註         | 備註 |
| ------ | ------------- | -------------- | ------------- | -------------- | ----------------- | ----------------- | ------------ | ---- |
| 張祖澤 | 1981年4月24日 | 1981年6月23日  | 1987年3月22日 | 1987年4月22日  | 领事              | 領事              |              |      |
| 翁家鑾 | 1988年6月3日  | 1988年6月3日   | 1992年3月26日 | 1992年7月14日  | 代處長            | 秘書              |              |      |
| 蔡顯榮 | 1992年4月24日 | 1992年6月30日  | 1997年1月24日 | 1997年4月17日  | 處長              | 處長              |              |      |
| 方仲強 | 1997年1月24日 | 1997年4月7日   | 2004年9月2日  | 2004年11月27日 | 處長              | 處長              |              |      |
| 張雲屏 | 2004年9月2日  | 2004年11月27日 |               | 2007年6月3日   | 處長              | 處長              |              |      |
| 馬超遠 |               | 2007年6月3日   | 2009年8月21日 | 2010年7月4日   | 處長              | 處長              |              |      |
| 張萬陸 | 2009年8月21日 | 2010年7月6日   | 2013年9月3日  | 2013年11月30日 | 處長              | 處長 總領事       | [ 註 2 ]     |      |
| 馬超遠 | 2013年9月3日  | 2013年11月23日 |               | 2015年10月     | 處長              | 總領事            | 再次派駐阿聯 |      |
| 楊司恭 |               | 2015年10月4日  |               | 2021年9月      | 處長              | 總領事            |              |      |
| 楊光彬 |               | 2021年9月8日   |               | 2022年11月     | 處長              | 總領事            |              |      |
| 張治平 |               | 2022年11月4日  |               | 2024年8月      | 處長              | 總領事            |              |      |
| 陳俊吉 |               | 2024年10月     |               | 現任           | 處長              | 總領事            |              |      |

## 外部連結
- 駐杜拜臺北商務辦事處（Facebook、Twitter）